# Microtus miurus
Microtus miurus (Полівка співоча) — вид гризунів родини Хом'якові (Cricetidae).

## Проживання
Країни проживання: Канада (Північно-Західні території, Юкон), США (Аляска). Жителі тундри. Віддають перевагу високим, добре дренованим схилам і кам'янистим рівнинам з рясними чагарниками і осокою.

## Морфологічні особливості
Довжина тіла від 9 до 16 см, хвоста — від 1,5 до 4 см, вага від 11 до 60 грамів. Статевий диморфізм відсутній. Має короткі вуха, часто приховані довгим хутром, і короткий хвіст. Хутро м'яке і густе, особливо в зимовий період. Забарвлення від блідо-рудого до світло-сірого, сіре протягом зими. Лапи мають гострі, вузькі кігті, які значною мірою прихована хутром.

## Життя
Харчуються арктичними рослинами, такими як люпин, спориш, осока, хвощ і верба. Основні хижаки: росомаха, песець, горностай, поморник, яструби і сови. Живе в норах сімейними групами. Активні і вдень і вночі. Вони риють собі нори, або можуть займати нори ховрахів. Молодь народжується в гніздах в підземних норах. Розмноження відбувається з червня по серпень. Дає попереджувальний вигук, пронизливу трель біля входу в нору.